# Liste der Monuments historiques in Montgesoye
Die Liste der Monuments historiques in Montgesoye führt die Monuments historiques in der französischen Gemeinde Montgesoye auf.

## Liste der Objekte
| Bezeichnung | Beschreibung | Standort                        | Kennzeichnung | Schutzstatus | Datum | Bild |
| --- | --- | ------------------------------- | ------------- | ------------ | ----- | ---- |
| Zwei Prozessionslaternen                                                                                        | Holz, vergoldet, 18. Jahrhundert | in der Kirche St-Gengoul (Lage) | PM25000907    | Classé       | 1978  |      |
| Wandkonsole | Holz, vergoldet, 18. Jahrhundert | in der Kirche St-Gengoul (Lage) | PM25000908    | Classé       | 1978  |      |
| Zwei Gemälde: Christus und Madonna                                                                              | Ölfarbe auf Holz, um 1600 | in der Kirche St-Gengoul (Lage) | PM25001123    | Classé       | 1975  |      |
| Skulptur Heiliger Sebastian                                                                                     | in verglastem Holzschrein; Elfenbein, Koralle, Wachs, Gips, Kupfer, 17. Jahrhundert                                                           | in der Kirche St-Gengoul (Lage) | PM25001748    | Classé       | 2002  |      |
| Zwei Seitenaltäre                                                                                               | jeweils Retabel und Gemälde, vier Kerzenständer und ein Altarkreuz; Holz, farbig gefasst und vergoldet, Ölfarbe auf Leinwand, 18. Jahrhundert | in der Kirche St-Gengoul (Lage) | PM25001749    | Classé       | 2002  |      |
| Taufbecken | mit Retabel und Gemälde; Stein, Holz, Ölfarbe auf Leinwand, 18. Jahrhundert                                                                   | in der Kirche St-Gengoul (Lage) | PM25002235    | Inscrit      | 1975  |      |
| Skulptur Madonna mit Kind                                                                                       | Holz, farbig gefasst, 19. Jahrhundert | in der Kirche St-Gengoul (Lage) | PM25002236    | Inscrit      | 1975  |      |
| Skulptur Heiliger Gangolf                                                                                       | Holz, farbig gefasst, 18. Jahrhundert | in der Kirche St-Gengoul (Lage) | PM25002237    | Inscrit      | 1975  |      |
| Skulptur Ecce Homo                                                                                              | Holz, farbig gefasst und vergoldet, 17. Jahrhundert                                                                                           | in der Kirche St-Gengoul (Lage) | PM25002238    | Inscrit      | 1975  |      |
| Skulptur Madonna auf der Weltkugel                                                                              | Holz, farbig gefasst und vergoldet, 17. Jahrhundert                                                                                           | in der Kirche St-Gengoul (Lage) | PM25002239    | Inscrit      | 1975  |      |
| Gemälde Mariä Verkündigung                                                                                      | Ölfarbe auf Leinwand, 18. Jahrhundert; nach Pierre Dulin                                                                                      | in der Kirche St-Gengoul (Lage) | PM25002240    | Inscrit      | 1975  |      |
| Gemälde Pietà                                                                                                   | Ölfarbe auf Leinwand, Ende des 17. Jahrhunderts                                                                                               | in der Kirche St-Gengoul (Lage) | PM25002241    | Inscrit      | 1975  |      |
| Gemälde Tod des heiligen Franz Xaver                                                                            | Ölfarbe auf Leinwand, 18. Jahrhundert | in der Kirche St-Gengoul (Lage) | PM25002242    | Inscrit      | 1975  |      |
| Strahlenmonstranz                                                                                               | Holz, versilbert und vergoldet, 18. Jahrhundert                                                                                               | in der Kirche St-Gengoul (Lage) | PM25002244    | Inscrit      | 1975  |      |
| Kanzel | Eichenholz, 18. Jahrhundert | in der Kirche St-Gengoul (Lage) | PM25002247    | Inscrit      | 2001  |      |
| Gemälde Die Gottesmutter übergibt den Skapulier an den heiligen Domenikus und die heiligen Katharina von Sienna | Ölfarbe auf Leinwand, vergoldeter Holzrahmen, 18. Jahrhundert                                                                                 | in der Kirche St-Gengoul (Lage) | PM25002248    | Inscrit      | 2001  |      |
| Gemälde Anbetung des Herzen Jesu                                                                                | Ölfarbe auf Leinwand, vergoldeter Holzrahmen, 18. Jahrhundert                                                                                 | in der Kirche St-Gengoul (Lage) | PM25002249    | Inscrit      | 2001  |      |
| Armreliquiar des heiligen Gangolf                                                                               | Holz, versilbert und vergoldet, 18. Jahrhundert                                                                                               | in der Kirche St-Gengoul (Lage) | PM25002250    | Inscrit      | 2001  |      |
| Ziborium | Zinn, 18. Jahrhundert | in der Kirche St-Gengoul (Lage) | PM25002251    | Inscrit      | 2001  |      |
| Kelch und Patene                                                                                                | Zinn, 18. Jahrhundert | in der Kirche St-Gengoul (Lage) | PM25002252    | Inscrit      | 2001  |      |
| Krankenpyxis | Zinn, 18. Jahrhundert | in der Kirche St-Gengoul (Lage) | PM25002253    | Inscrit      | 2001  |      |